# Назаров, Евгений Николаевич (российский футболист)
Евге́ний Никола́евич Наза́ров (7 апреля 1997, Нефтекумск, Ставропольский край) — российский футболист, защитник узбекского клуба «Динамо» (Самарканд).

## Биография
До августа 2009 обучался в ДЮСШ «Торпедо» Таганрог, затем — в академии футбола имени В. Понедельника. В сезонах 2013—2014 выступал за команду академии в чемпионате Ростовской области. В апреле 2015 перешёл в академию ФК «Краснодар». 29 мая дебютировал в молодёжном первенстве в гостевом матче 30 тура против «Динамо» (0:6), выйдя на замену на 61-й минуте. Всего в сезонах 2014/15 — 2018/19 сыграл 36 матчей, забил три гола. На профессиональном уровне дебютировал 29 июля 2016 в составе фарм-клуба «Краснодар-2» в домашней игре первенства ПФЛ против «Сочи» (2:0). За три сезона в ПФЛ (2016/17 — 2017/18) и ФНЛ (2018/19) провёл 64 матча, забил четыре гола. В сезоне 2018/19 в составе фарм-клуба «Краснодар-3» в ПФЛ забил один гол в 15 матчах.
В июне 2019 на правах аренды перешёл в клуб чемпионата Чехии «Теплице». Дебютировал 21 июля в домашней игре против «Славии» Прага (1:5).
В феврале 2021 на правах аренды стал игроком футбольного клуба «СКА-Хабаровск».
В 2017 году провёл два товарищеских матча за молодёжную сборную России под руководством Евгения Бушманова.
26 января 2022 года подписал однолетний контракт с клубом «Богемианс 1905», перебравшись на правах свободного агента. Летом 2022 — в армянском «Урарту».
В октябре 2022 года выступал за «Амкал» во втором сезоне Медиалиги.
В феврале 2023 года перешёл в самаркандское «Динамо», выступающее во второй по силе лиге Узбекистана.